# Hall-Becken
Das Hall-Becken (englisch Hall Basin) ist eine breite Stelle in der Nares-Straße. Geographisch stellt sie den Mittelpunkt zwischen Kennedy-Kanal und Robeson-Kanal zwischen der kanadischen Ellesmere Island und Nordwest-Grönland dar.
Die Meeresstraße hat eine Breite von etwa 30 bis 65 Kilometer und eine Länge von rund 80 Kilometer. Im Osten reicht der Petermann Gletsjer bis zur Meeresstraße hinab. Dem Gletscher vorgelagert liegen die beiden Inseln Joe Ø und Offley Ø. Im Westen liegt die Lady Franklin Bay mit den beiden Inseln Miller Island und Bellot Island.
Benannt ist das Hall-Becken nach dem US-amerikanischen Polarforscher Charles Francis Hall.